# BMW Z4 (G29)
BMW Z4 (G29) — дводверний родстер, вироблений німецьким автовиробником BMW. Був представлений у 2018 році як наступник E89 Z4. Будучи п’ятою моделлю в лінії, Z4 (G29) знаменує повернення м’якого даху до спортивних автомобілів серії Z.

## Розробка та запуск

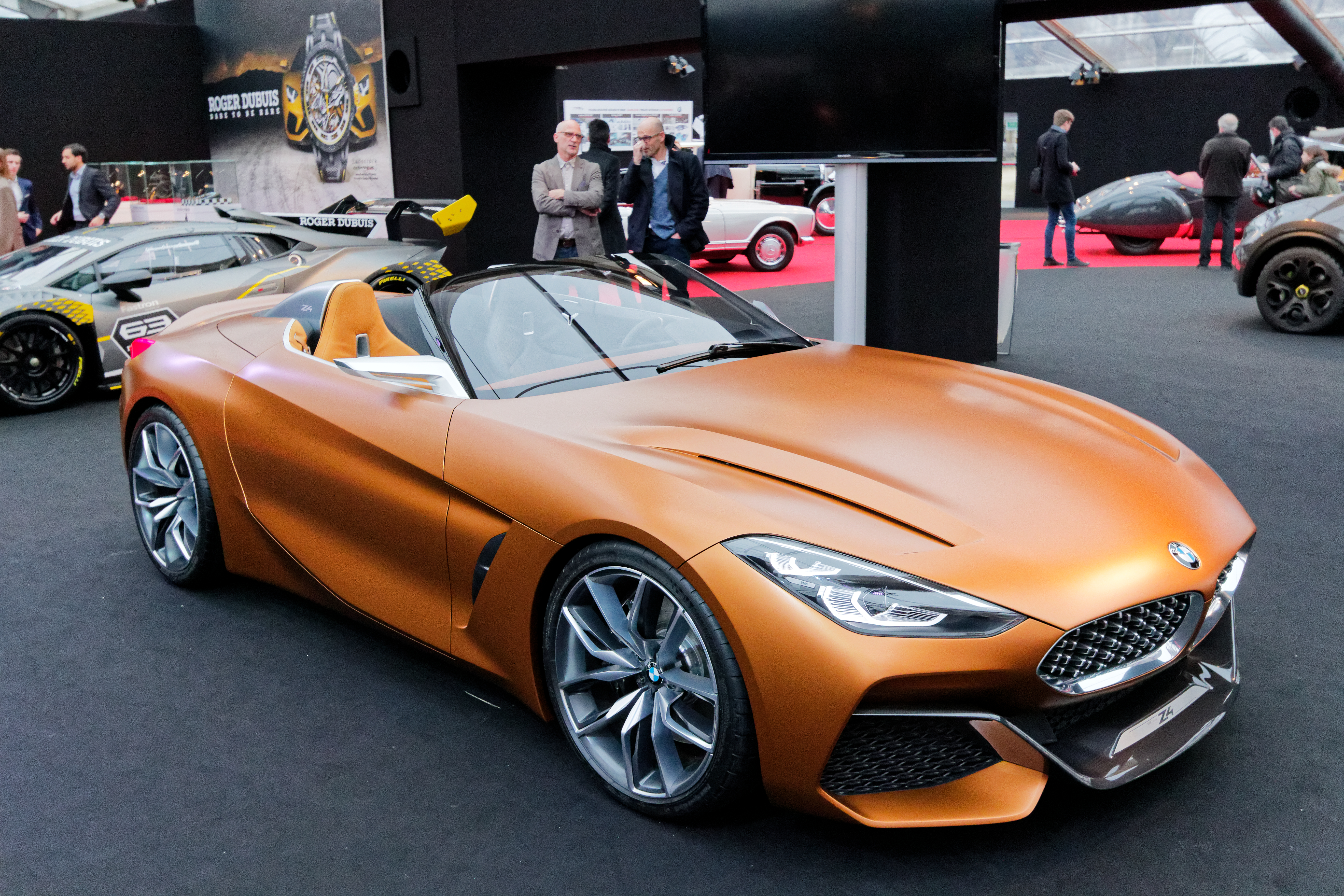
Концепт Z4

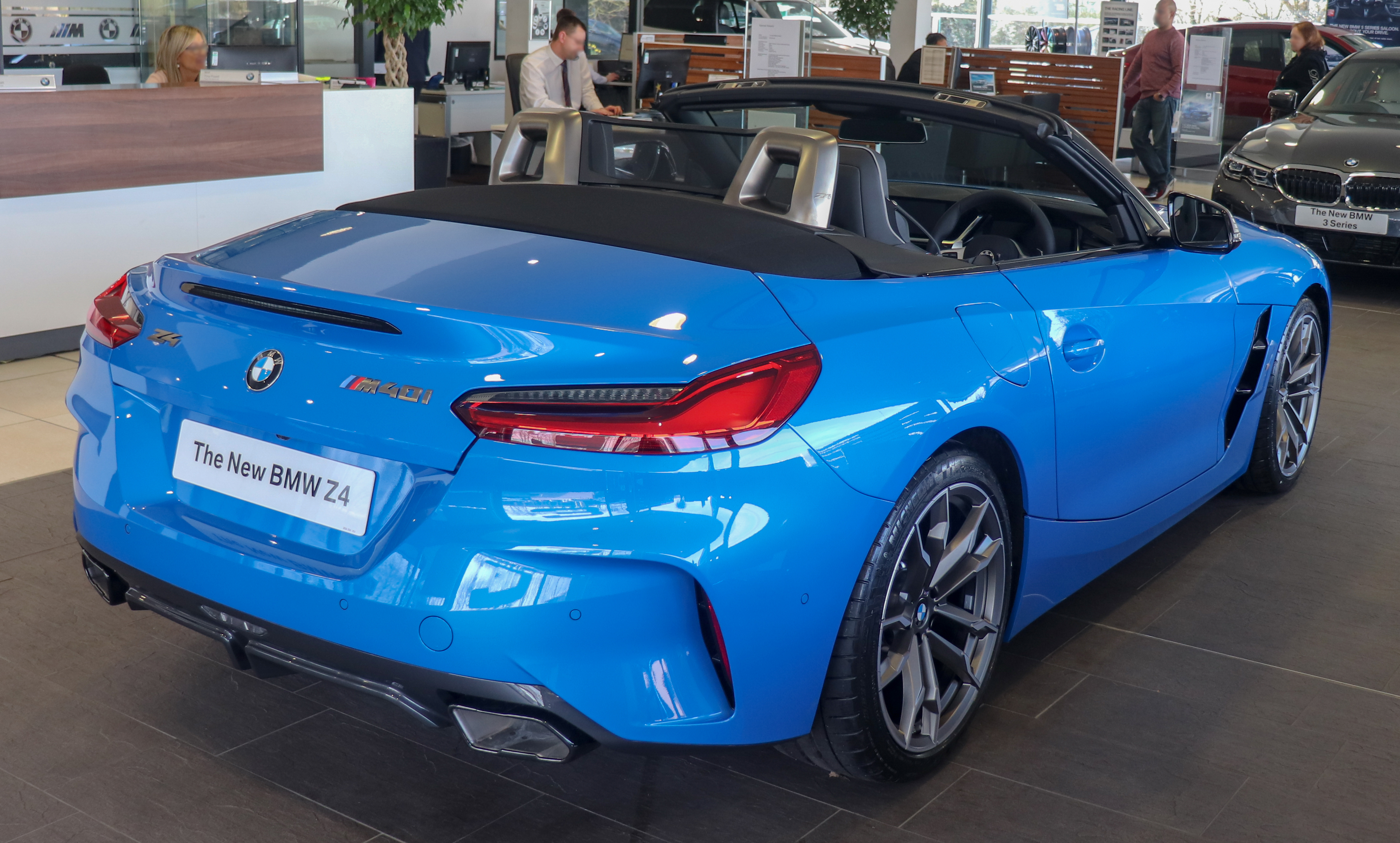
Вид ззаду (серійна версія)

G29 Z4 був представлений на Pebble Beach Concours d'Elegance 23 серпня 2018 року.
Автомобіль, розроблений уродженцем Австралії Келвіном Луком, базується на концепті Z4, представленому роком раніше, і був розроблений разом із Toyota Supra п’ятого покоління завдяки партнерству BMW з Toyota. Дизайн був натхненний Z8. G29 Z4 базується на архітектурі спільного спортивного автомобіля Toyota-BMW, яка також лежить в основі Supra п’ятого покоління, і має розподіл ваги 50:50 із зменшенням ваги до 50 кг (110 фунтів) у порівнянні з попередником. М’який дах кабріолет повернувся на Z4 (G29) замість висувного жорсткого даху його попередника. Дах можна підняти або опустити за 10 секунд на швидкості до 50 км/год. Багажник на 50% більший, ніж у попередника, і має об’єм 281 літрів. Використовується багатоважільна задня підвіска.
Офіційна презентація G29 Z4 відбулася на Паризькому автосалоні 2018 року в жовтні. Автомобіль надійшов у продаж у березні 2019 року.
11 березня 2022 року Magna Steyr призупинила виробництво BMW Z4 (разом з 5-Series) на два тижні через відсутність компонентів після російського вторгнення в Україну в 2022 році. До 2024 року Z4 припинить виробництво, будучи останнім Z-автомобілем у Z-серії BMW.

## Обладнання

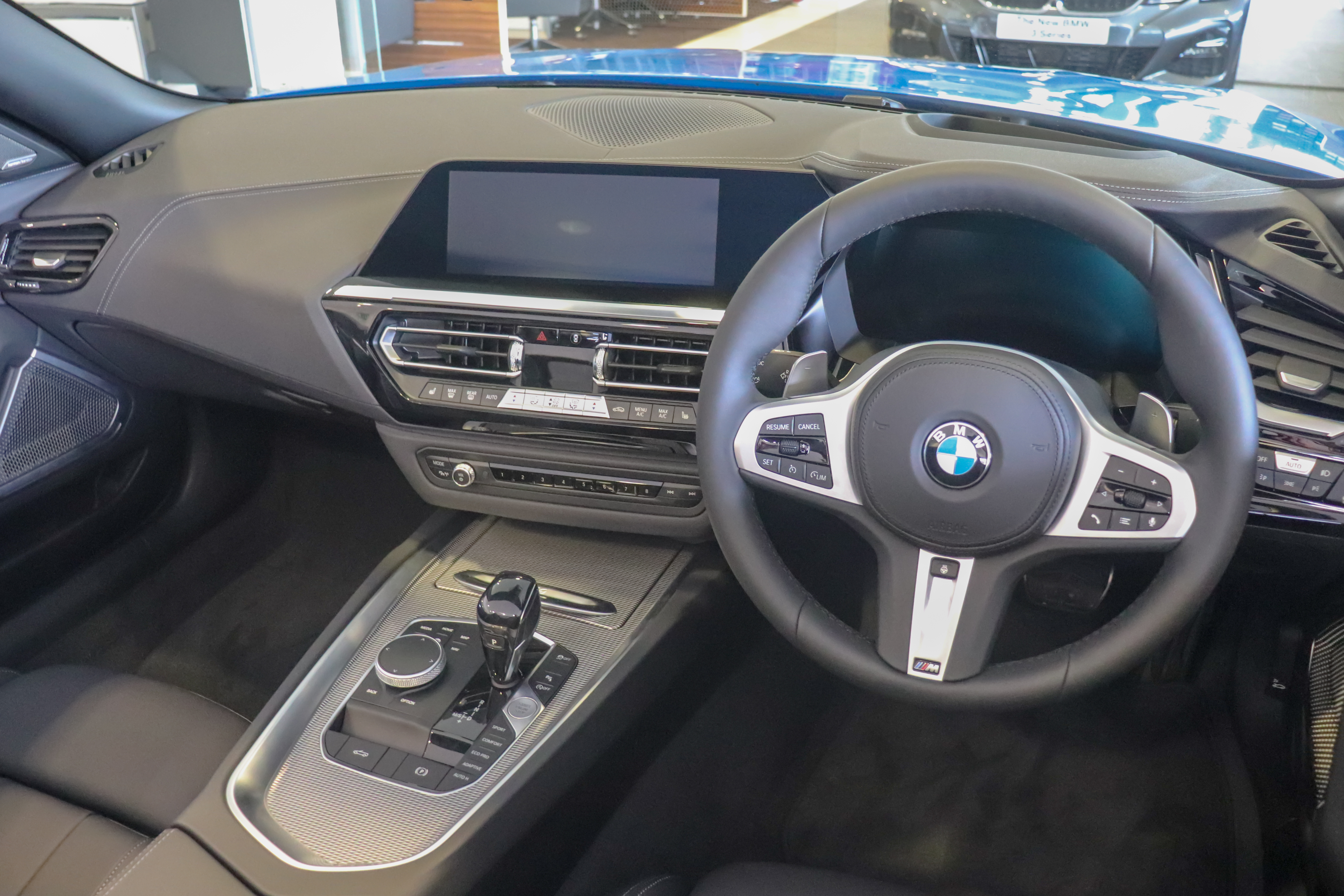
Інтер'єр

Моделі sDrive доступні в лінійці Sport або пакеті M Sport. Доступні системи допомоги водієві включають активний круїз-контроль, систему попередження про зміну смуги руху, асистент паркування та попередження про зіткнення з гальмуванням.
Z4 пропонується з 10,25-дюймовим дисплеєм з iDrive 7.0.. Автомобіль доступний із послугами BMW ConnectedDrive, які дозволяють оновлювати навігаційні карти та операційну систему по повітрю. Функція цифрового ключа дозволяє розблокувати автомобіль і завести його за допомогою смартфона, а доступ можна надати іншим людям. Він також доступний з настроюваною цифровою панеллю приладів (називається BMW Live Cockpit Professional).

## Моделі
Випущеною моделлю стала M40i First Edition, яка має металеву фарбу Frozen Orange і шкіру Vernasca, 19-дюймові легкосплавні диски, адаптивні амортизатори, систему об’ємного звучання Harman Kardon і проекційний дисплей.
Лінійка Z4 складається з sDrive 20i, який доступний лише в Європі, sDrive 30i та топових моделей M40i. Моделі sDrive оснащені 2,0-літровим рядним чотирициліндровим двигуном B48, а M40i — рядним шестициліндровим двигуном B58. Усі двигуни оснащені примусовою індукцією і працюють в парі з 8-ступінчастою автоматичною коробкою передач. 6-ступінчаста механічна коробка передач була доступна лише для sDrive 20i з липня 2019 року.
| Модель     | Роки  | Двигун                          | Потужність                              | Крутний момент                             | 0—100 км/год (0—62 миля/год) |
| ---------- | ----- | ------------------------------- | --------------------------------------- | ------------------------------------------ | ---------------------------- |
| sDrive20i  | 2019– | B48B20 2,0 л з турбонаддувом I4 | 145 кВт (194 к. с.) при 4500–6500 об/хв | 320 Н⋅м (236 фунт⋅фут) ay 1450–4200 об/хв  | 6,6 секунди                  |
| sDrive30i  | 2019– | B48B20 2,0 л з турбонаддувом I4 | 190 кВт (255 к. с.) при 5500–6500 об/хв | 400 Н⋅м (295 фунт⋅фут) при 1550–4400 об/хв | 5,4 секунди                  |
| M40i       | 2019– | B58B30 3,0 л з турбонаддувом I6 | 250 кВт (335 к. с.) при 5000–6500 об/хв | 500 Н⋅м (369 фунт⋅фут) при 1600–4500 об/хв | 4,6 секунди                  |
| M40i (США) | 2019– | B58B30 3,0 л з турбонаддувом I6 | 285 кВт (382 к. с.) при 5500–6500 об/хв | 500 Н⋅м (369 фунт⋅фут) при 1600–4500 об/хв | 4,2 секунди                  |

## Безпека
2019 Z4 отримав п’ять зірок у тесті Euro NCAP.

## Нагороди
- 2019 GQ «The Sideways Is Best Award»[23].